# David Starr Jordan

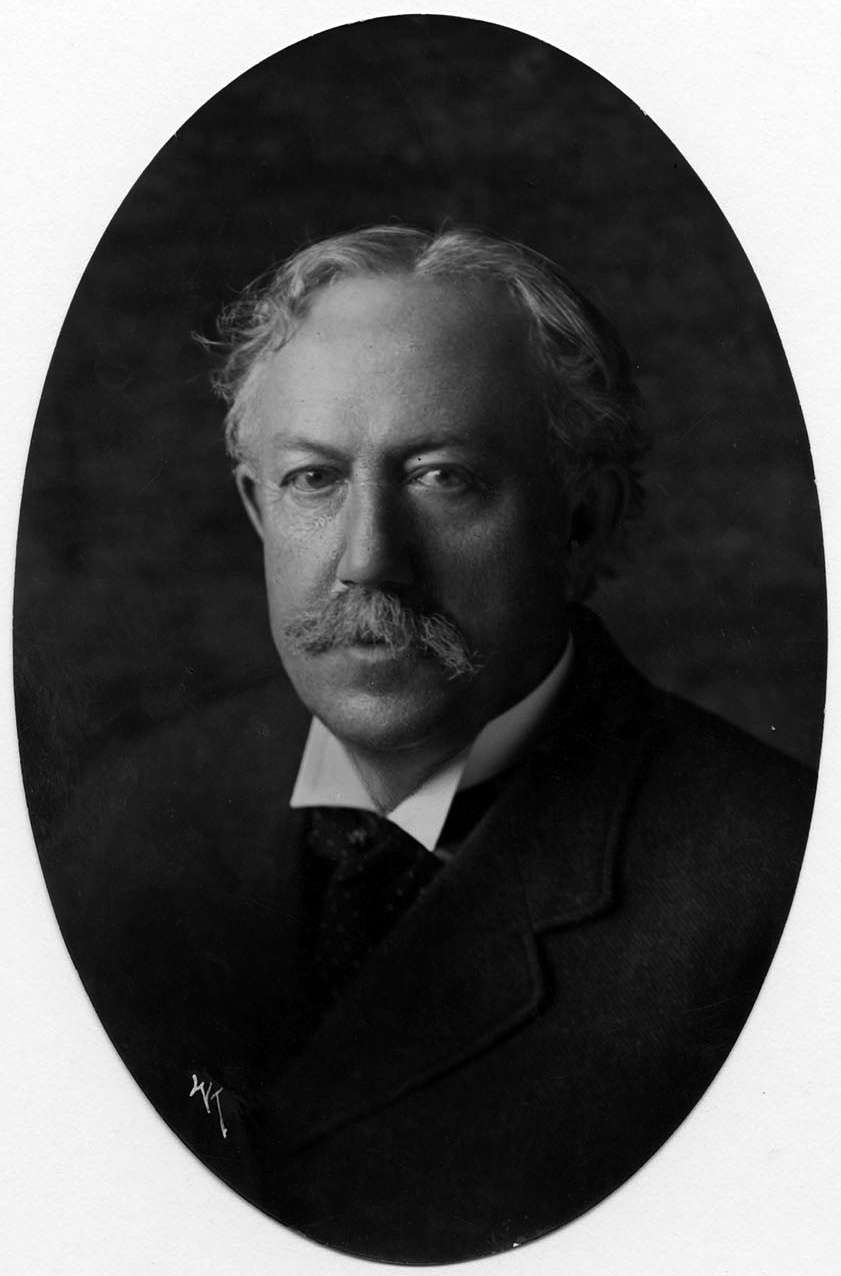
David Starr Jordan

David Starr Jordan (* 19. Januar 1851 im Wyoming County, New York; † 19. September 1931 in Stanford, Kalifornien) war ein US-amerikanischer Zoologe, Ichthyologe, Botaniker, Eugeniker und Friedensaktivist. Sein offizielles botanisches Autorenkürzel lautet „D.S.Jord.“.

## Biografie
Jordan wurde 1851 in eine Bauernfamilie in Wyoming County im Bundesstaat New York geboren. 1866 ging er als Student an die neu gegründete Cornell University in Ithaca und erlangte dort 1872 einen Master-Abschluss. Seit Anfang 1870 hatte er dort einen Lehrauftrag für Botanik. Ende 1872 zog er nach Indianapolis und graduierte 1875 am Indiana Medical College zum Doktor der Medizin. 1878 erhielt er von der Butler University einen weiteren Doktortitel (PhD). Noch im selben Jahr erhielt er eine Professur für Naturwissenschaften an der Indiana University. Im Jahr 1885 wurde er Präsident der Universität. 1891 wurde er erster Präsident der Stanford University. 1913 wechselte er auf den Posten des Universitätskanzlers, um mehr Zeit für seine Friedensaktivitäten zur Verfügung zu haben. Jordan ging 1916 in den Ruhestand. Seit 1905 war er Mitglied der American Philosophical Society. Ihm zu Ehren benannt ist die Jordan Cove, eine Bucht an der Südküste von Bird Island, Südgeorgien.
Auf David Starr Jordan geht die Bezeichnung „Dysgenik“ (dysgenics) zurück, die erstmals 1915 in seiner Schrift War and the Breed: The Relation of War to the Downfall of Nations belegt ist. Er kritisierte in dieser Schrift die von ihm vermuteten dysgenischen Effekte des Ersten Weltkrieges, verursacht durch eine „umgekehrte Selektion“ (reversed selection), wodurch die daheimgebliebenen Schwachen vom Tod verschont blieben und sich somit deren – im Vergleich mit den im Kampf Gefallenen –  minderwertiges Erbgut in der Population ausbreiten werde.

## Werke
- Manual of the Vertebrates of the Northern United States (1876)
- Imperial Democracy (1898)
- Life’s Enthusiasms (1906)
- War and the Breed: The Relation of War to the Downfall of Nations. (Boston 1915)
- Days of a Man (1922) – Autobiografie
- The Blood of the Nation (1902)
- War and Waste (1913)
- Ways of Lasting Peace (1916)
- Democracy and World Relations (1918)
- Shore Fishes of Hawaii